# یحیی کمال‌پور
یحیی کمالی پور نمایندهٔ دورهٔ دهم از حوزهٔ انتخابیهٔ جیرفت و عنبرآباد در استان کرمان است. وی با کسب ۷۱٬۷۲۹ رای از مجموع ۱۵۲٬۶۲۸ رای معادل ۴۷٪ درصد آرا به مجلس راه پیدا کرد.